# Vickers Valiant
Vickers Valiant – brytyjski odrzutowy poddźwiękowy bombowiec strategiczny, a następnie tankowiec powietrzny, skonstruowany w zakładach Vickers, użytkowany w latach 1955–1965. Należał do brytyjskich bombowców strategicznych serii "V".

## Projekt
W 1947, kiedy podstawą brytyjskiego lotnictwa bombowego były wciąż wywodzące się z wojny 4-silnikowe bombowce o napędzie tłokowym, przede wszystkim Avro Lincoln, brytyjskie Ministerstwo Obrony postawiło firmom lotniczym ambitne wymagania B.35/46 opracowania nowego bombowca odrzutowego o prędkości 930 km/h, pułapie operacyjnym 15 000 m, zasięgu 5500 km i udźwigu bomb 4500 kg. Oprócz zakładów Vickers-Armstrong, prace projektowe podjęto też w firmach Avro i Handley Page. Doprowadziły one do powstania trzech bombowców serii "V" – Handley Page Victor, Avro Vulcan i Vickers Valiant.
Zarówno Handley Page i Avro przedstawiły nieortodoksyjne projekty bombowców o nowoczesnych rozwiązaniach technicznych i wysokich osiągach. Brytyjski sztab lotnictwa postanowił zamówić oba typy, na wypadek niepowodzenia jednego z nich. Projekt Vickersa został początkowo odrzucony jako zbyt konserwatywny. Jednakże, na skutek energicznego lobbingu głównego projektanta Vickersa, George Edwardsa w Ministerstwie Lotnictwa, dopuszczono także częściowo zmieniony projekt Vickersa, dostosowując do niego specyfikację B.9/48. Jako główną jego zaletę potraktowano przewidywany szybszy czas dostarczenia samolotów, niż u konkurencji, borykającej się z nowymi rozwiązaniami. W efekcie, podjęto bezprecedensową już później decyzję zamówienia aż trzech typów samolotów dla wypełnienia tych samych zadań, w tym samolotu Vickersa jako przewidywany sprzęt przejściowy.

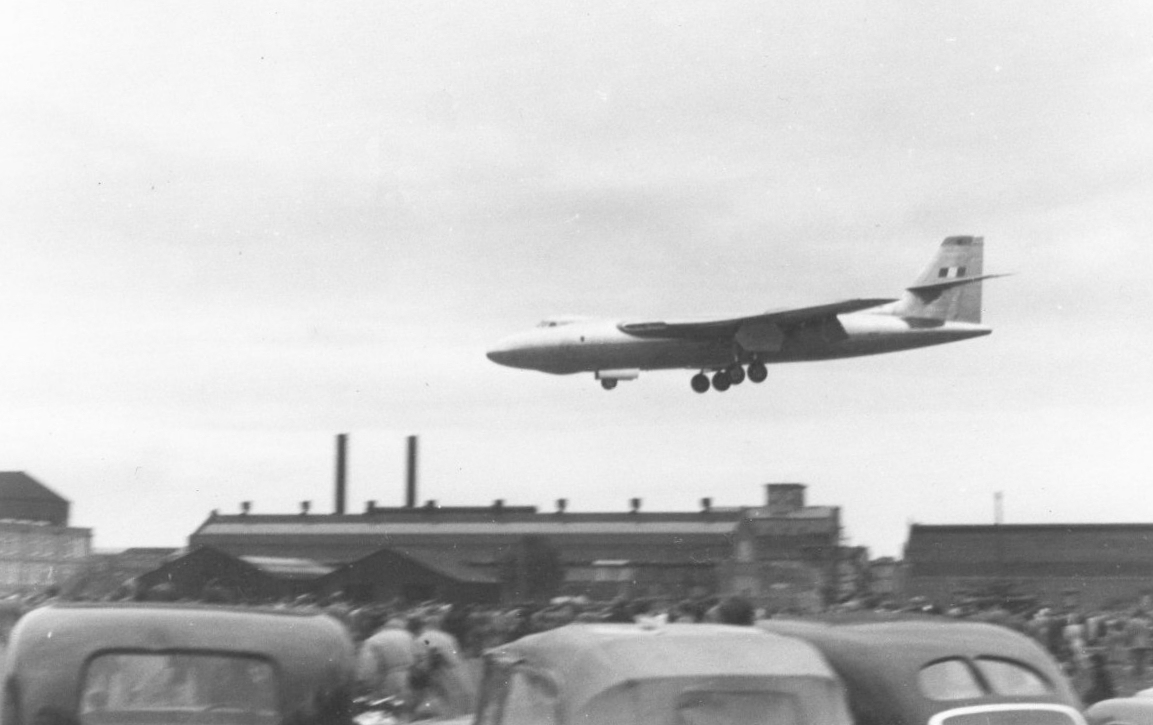
Vickers Valiant na salonie lotniczym w Farnborough w 1951

Pierwszy prototyp samolotu o oznaczeniu fabrycznym Vickers typ 660, numer WB210, wykonał pierwszy lot 18 maja 1951, zgodnie z uzgodnionym terminem. Miesiąc później otrzymał oficjalną nazwę Valiant. Prototyp uległ katastrofie w styczniu 1952 na skutek pożaru silnika w locie (1 ofiara), lecz w kwietniu oblatano drugi prototyp.
Pierwszy samolot seryjny w wariancie Valiant B.1 (Bomber Mark 1) został oblatany w grudniu 1953 i dostarczony wojsku w styczniu 1955. Wyprzedzając w ten sposób pozostałe bombowce "V", zapoczątkował komponent lotniczy brytyjskich sił odstraszania nuklearnego.

## Wersje
Łącznie z trzema prototypami, zbudowano 107 samolotów Valiant. 39 samolotów zbudowano w wersji bombowej B.1, z tego pięć przedprodukcyjnych samolotów Typ 674 i 34 samoloty ostatecznego wariantu produkcyjnego Typ 706 (według innych źródeł, zbudowano 36 samolotów bombowych). Typ 674 był napędzany 4 silnikami Rolls-Royce Avon RA.14 o ciągu po 42,3 kN (4310 kg), a Typ 706 silnikami Avon RA.28 204 lub 205 o ciągu 46,7 kN (4760 kg).
Dalsze 8 samolotów (według innych źródeł 11) zbudowano w wersji bombowo-rozpoznawczej B(PR).1. Wersja ta mogła mieć w komorze bombowej zamontowaną platformę mieszczącą 12 kamer różnych typów. Kolejne 13 samolotów ukończono w wersji  bombowo-rozpoznawczej Typ 733 Valiant B.PR(K).1, mogącej także służyć jako powietrzny tankowiec. Ostatnie 44 samoloty zbudowano jako powietrzne tankowce Typ 758 Valiant B(K).1. Mogły one także służyć jako bombowce po demontażu zbiorników w komorze bombowej i aparatury tankującej. Prawdopodobnie samoloty te otrzymały aparaturę do tankowania dopiero od 1959 roku. Produkcja wszystkich Valiantów zakończyła się w sierpniu 1957. Co najmniej 7 samolotów zostało później przebudowanych na samoloty walki radioelektronicznej (wariant RCM), wyposażone w generatory zakłóceń i inny sprzęt.
Zbudowano także jeden prototyp znacznie ulepszonej wersji Valiant B.2, przeznaczonej początkowo do wyszukiwania i wskazywania celów ("pathfinder"). Był on dostosowany do latania na niskich pułapach, ze wzmocnioną strukturą płatowca. Zamówiono 17 sztuk tego wariantu w 1952, lecz po anulowaniu programu ukończony został tylko jeden, oblatany we wrześniu 1953.

## Służba
Pierwszą jednostką bombową Królewskich Sił Powietrznych (RAF) wyposażoną w Vickersy Valianty, zarazem pierwszą wyposażoną w bombowce strategiczne, była 138. Eskadra (No. 138 Squadron, od lipca 1955 roku). W okresie największej popularności Valianty stanowiły wyposażenie co najmniej siedmiu eskadr.
Valiant był pierwszym bombowcem serii "V", który został użyty bojowo, podczas angielsko-francusko-izraelskiej interwencji w Egipcie o Kanał Sueski w 1956 roku. W ramach Operacji Muszkieter Valianty, działając z bazy na Malcie, bombardowały cele w Egipcie bombami konwencjonalnymi. Było to także jedyne zastosowanie bojowe bombowców serii "V" do czasu wojny o Falklandy i użycia w niej samolotów Avro Vulcan. Pomimo braku przeciwdziałania egipskiego i zrzucenia 856 (lub 942) ton bomb, jedynie trzy z siedmiu lotnisk, które były głównymi celami, zostało poważnie uszkodzonych. Wynikało to częściowo z wyszkolenia załóg głównie w kierunku ataków nuklearnych. Po tej operacji, RAF ponownie zaczął kłaść nacisk także na szkolenie załóg bombowców strategicznych w kierunku bombardowań konwencjonalnych.
Valiant B.1 z 49. Eskadry RAF-u (No. 49 Squadron) był samolotem, który zrzucił pierwszą brytyjską bombę atomową Blue Danube na poligonie w Australii 11 października 1956 roku. Kilka miesięcy później Valiant B(K).1 z tej samej eskadry zrzucił pierwszą brytyjską bombę wodorową Green Granite Small nad Pacyfikiem. Próba tej bomby nie była jednak do końca udana. W pełni udaną próbę przeprowadzono w kwietniu 1958 roku z bombą wodorową Green Granite Large. Dalsze próby prowadzono do listopada 1958 roku, kiedy rząd brytyjski zdecydował o zaprzestaniu testów atomowych.
Początkowo Valianty pozostawiono w srebrnym kolorze, lecz po wyposażeniu w broń atomową otrzymały specjalne białe malowanie, mające chronić od błysku wybuchu jądrowego.
Vickersy Valianty początkowo przeznaczono do roli strategicznych bombowców przenoszących broń atomową, lecz na początku lat 60. zastąpiły je w tej roli nowocześniejsze Victory i Vulcany. Po tym okresie trzy eskadry Valiantów przeznaczono do taktycznego bombardowania konwencjonalnego, a maszyny dalszych dwu przekształcono na powietrzne tankowce. Część samolotów służyła nadal jako samoloty rozpoznania strategicznego.

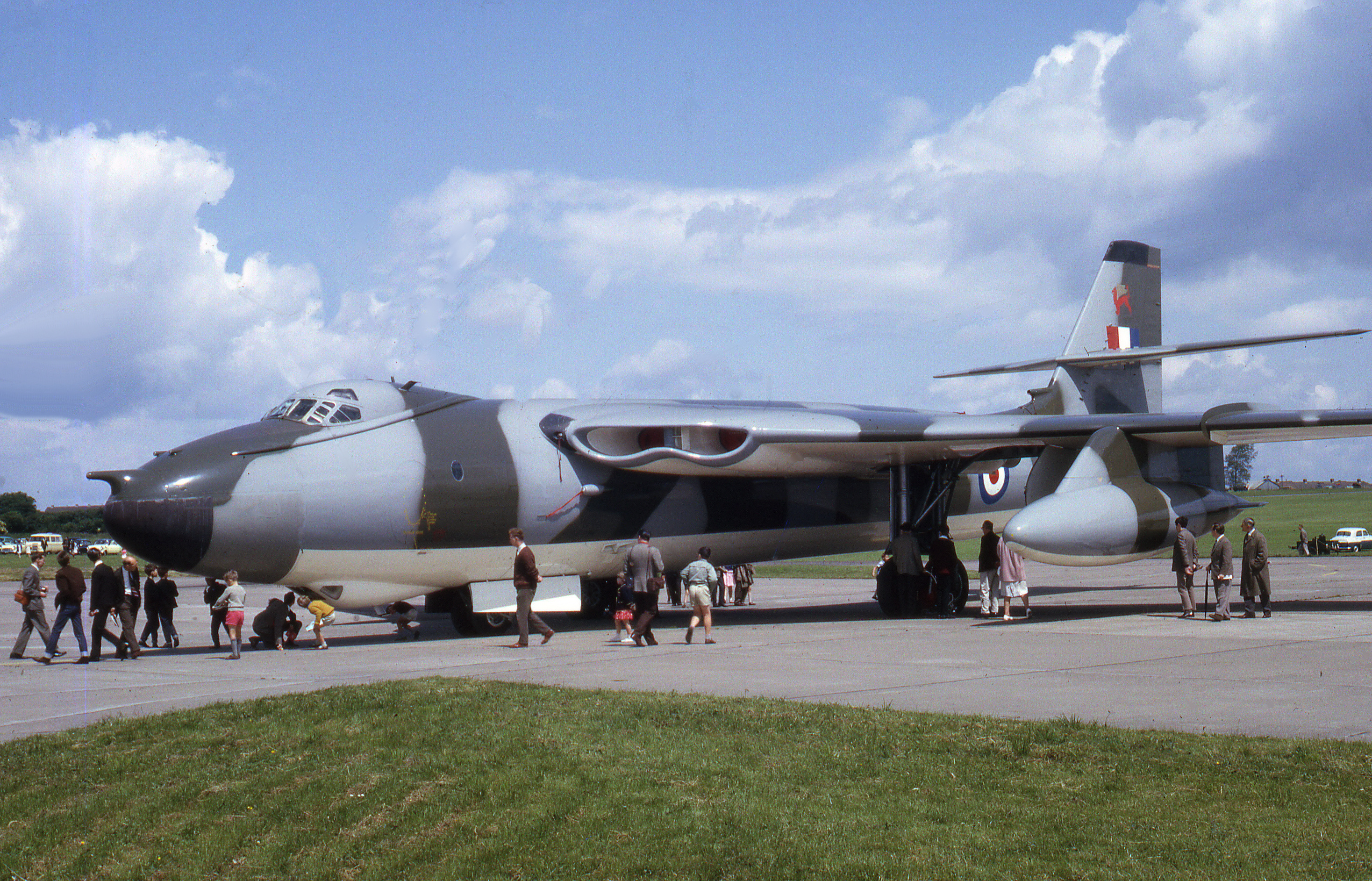
Vickers Valiant w kamuflażu, lotnisko Filton

Jako bombowce taktyczne, na skutek wzrastającej skuteczności rakiet przeciwlotniczych przeciw celom na dużej wysokości, Valianty musiały operować na małym pułapie. Wyraz temu dała zmiana malowania na dwukolorowy kamuflaż. Loty na małej wysokości, połączone z omijaniem przeszkód terenowych, okazały się jednak na dłuższą metę zabójcze dla Valiantów, projektowanych jako wysokościowe bombowce strategiczne. Po serii wypadków okazało się, że główne dźwigary skrzydeł uległy nadmiernemu zmęczeniu materiału na skutek dużych obciążeń. Pomimo że samoloty były wciąż użyteczne, zwłaszcza w wersji tankowca, zdecydowano, że wymiana dźwigarów jest nieopłacalna w perspektywie niedługiej przewidywanej dalszej służby samolotów. Flotę Valiantów uziemiono w październiku 1964 i oficjalnie wycofano z eksploatacji w styczniu 1965 roku.
Valiant był ostatnim samolotem zaprojektowanym w zakładach Vickers, które następnie wróciły do innej produkcji militarnej. Obecnie w muzeum pozostaje jeden Valiant (w Hendon w Londynie).

## Opis techniczny
Metalowy górnopłat o konstrukcji konwencjonalnej. Skrzydło o zmiennym skosie: 45 stopni przy kadłubie i 24 stopnie w pozostałej części (compound sweep), usterzenie klasyczne. Załoga 5-osobowa w ciśnieniowej kabinie w nosie samolotu (dwóch pilotów, dwóch nawigatorów i operator urządzeń elektronicznych). Obaj piloci dysponowali fotelami katapultowymi. Uzbrojenie w komorze bombowej w kadłubie.  Napęd: 4 silniki odrzutowe Rolls-Royce Avon umieszczone u nasady skrzydeł, wloty powietrza w skrzydłach.

### Dane lotno-taktyczne
- rozpiętość: 34,85 m
- długość: 33 m
- wysokość: 9,8 m
- powierzchnia nośna: 219,43 m²
- masa własna: 34 400 kg
- maksymalna masa startowa: 79 400 kg
- prędkość: 0,82 Mach – 912 km/h
- pułap operacyjny: 16 460 m
- zasięg: 5500 km (7245 km z dodatkowymi zbiornikami)
- napęd: 4 silniki odrzutowe o ciągu 46,7 kN (4760 kg)
- załoga: 5
- uzbrojenie: bomba jądrowa o masie 4500 kg lub 2-4 mniejszych, albo 9534 kg bomb konwencjonalnych (21 bomb po 454 kg)

### Linki (ang.)
- https://archive.ph/20020614204646/http://www.vectorsite.net/avval.html
- Valiant History
- RAF Museum. rafmuseum.org.uk. [zarchiwizowane z tego adresu (2007-09-12)].